# Đulin ponor-Medvednica barlangrendszer
A Đulin ponor-Medvednica egy barlangrendszer, melynek bejárata Horvátországban Ogulin városának közponjában a vár alatt található. A Đulin-szakadék tulajdonképpen a Dobra folyó szurdoka, mely a várhoz érkezve itt tűnik el, egyúttal itt kezdődik 16 km hosszú barlangrendszere. A Đulin-szakadékhoz egy régi legenda fűződik. A legenda szerint a 16. században élt Ogulinban egy Đula nevű fiatal lány, akit szülei egy idős nemesemberhez akartak férjhez adni. Abban az időben harcok folytak a török ellen és a városba érkezett a fiatal Milan Juraić a Frangepánok tounji várának kapitánya. A történet szerint Milan és Đula az első pillantásra egymásba szerettek. Milan azonban hamarosan elesett egy törökkel vívott összecsapásban és Đula bánatában a Dobra szakadékába vetette magát. Azóta hívják a szakadékot „Đulin ponor”nak, vagyis Đula szakadékának.

## Kutatástörténete
Az Đulin-szakadék és a Medvedica-barlang egy földalatti barlangrendszer része, melynek teljes vízszintes hossza 16396 méter. Ennek a rendszernek a bejárati részei (Đula, Medvedica, Badanj) az ókortól ismertek. Az első kutatást Josip Poljak (1926) és Mirko Malez (1956-1957) végezték. A barlangrendszernek a részletes kutatását Marijan Čepelak és a PDS Velebit (Zágráb) Barlangkutatási Osztálya szervezte 1984 és 1987 között. Ezt a kutatást követően új kutatásokat is végeztek a környéken. Még a Đulin ponor-Medvedica kutatása során feltételezték a Stari Gojak periodikus forrásbarlang belsejébe való becsatlakozás lehetőségét, azonban akkoriban erre a kutatásra nem volt idő. Röviddel ezután a barlangkutatók átjárót ástak és újabb, több mint 100 méteres szakaszt tártak fel. 1986 után a Željezničar Barlangkutatási Osztály tagjai feltárták a Gojak-forrást. A szifonba való merülés után egy nagy járatba értek, majd egy nagyon mély szifonhoz jutottak, amelyeket Marijan Čepelak a Medvedicának a kutatása során már megjósolt. Röviddel a felfedezése után azonban a Poljakov prolaznak nevezett átjáróban új elzáródás jött létre.
1984 és 1987 között a zágrábi Velebit Barlangkutatási Osztály szervezésében szisztematikus kutatásokat végeztek, és ezek során összesen 16 396 m barlangi járatot tártak fel és készítettek róla topográfiai felmérést (vízszintes síkra vetítéssel). A kutatást Marijan Čepelak vezette. 

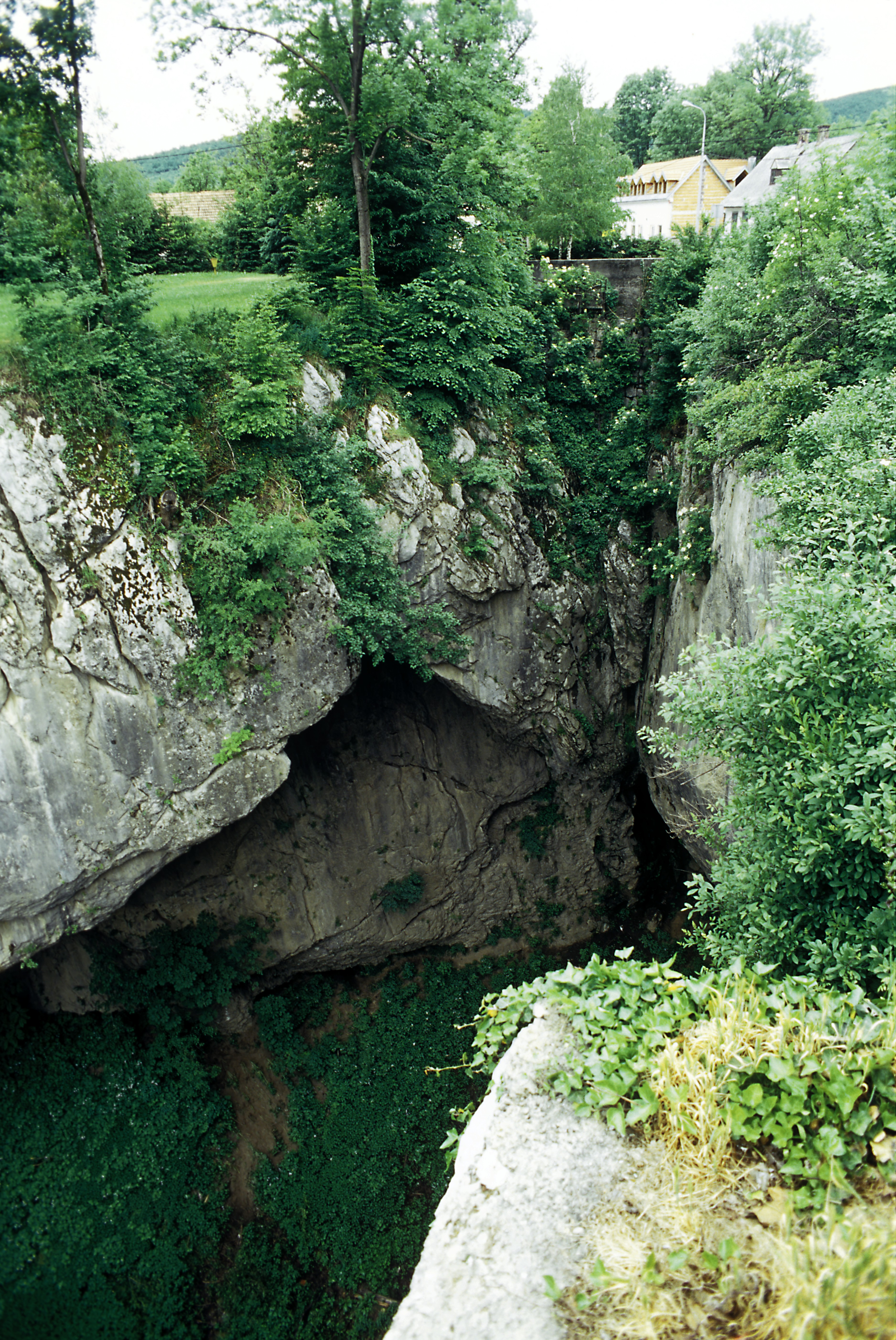
A Đulin-szakadék

## Leírása
A barlangrendszerben legmagasabb és a legalacsonyabb pont magasságkülönbsége 83,5 m. Átlagos hőmérséklete 9 °C. A barlangrendszer három fő részre oszlik. Az első rész a Đulin-szakadék és a Medvedica-barlang bejárati része közötti járatok labirintusa. A Medvedica bejárata 310 m-re található az Đulin szakadék bejáratától. Az alacsony vízállás időszakában ez a barlang száraz része. A barlangrendszer ezen része a Dobra folyó egyfajta szűrője és az áradások fő előidézője. A Velika pletenicának nevezett második rész az északi irányú fő járat. Ez a barlang leghosszabbított része, számos vízeséssel és tavakkal, de meglehetősen szennyezett is. A barlangrendszer harmadik része több nagy járatból áll, amelyek délnyugat-északkeleti irányban erős vízáramlással rendelkeznek. Az első két résztől eltérően ezen a részen nem tapasztaltak erősebb szennyezést, és a víz is meglehetősen tiszta.
Mivel vízfolyásokkal rendelkező aktív barlangról van szó, kevés barlangi dísze van. Az eróziós formák, például örvényformák, meglehetősen gyakoriak. A heves esőzések vagy a hóolvadás következtében a vízszint gyakran nagyon gyorsan emelkedik. Amíg a vízszint magas (például amikor vizet engednek a Gojak vízerőműből), a barlang nagy része teljesen víz alá kerül. A barlang legkeletibb része szifonban végződik annak jeleként, hogy a Dobra földalatti vízfolyásainak egy része a Bistrac-forrás felé folyik. A Medvedica-barlang járatainak és vízfolyásainak fő iránya északi irányban van, ugyanabban az irányban, mint Gojačka Dobra. A barlang harmadik részében tapasztalható a legerősebb vízáramlás, mely az Okruglica és Hreljin felszíni szakadékokból ered.

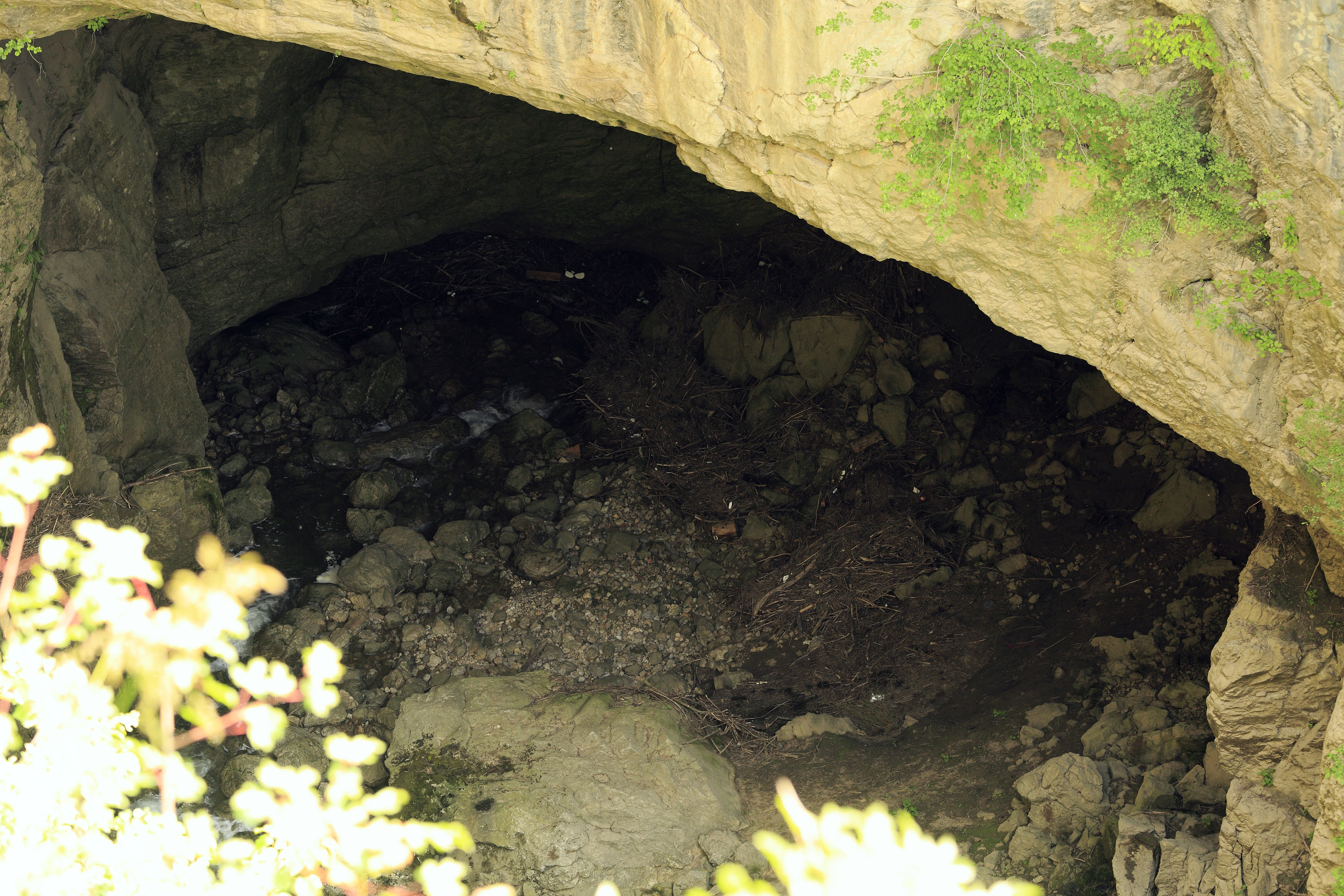
A víznyelő bejárata

## Szennyezési problémák
Sajnos a Đulin ponor-Medvedica barlangrendszere szennyezett. A szennyezés fő oka pedig maga Ogulin városa, amely alatt a barlangrendszer található, a Dobra folyóba dobott hulladékával, szennyvízével és egyéb szennyezésével. A legtöbb barlangi járatban kisebb-nagyobb szennyezettség figyelhető meg. A barlangrendszer tipikus példája a természeti környezet emberi elhanyagolásának. A leginkább szennyezett részek a Đulin-szakadék bejárati része és különösen Medvedica. A barlangot a felszínről származó szennyvíz és a Dobra folyó hordaléka különösen magas vízálláskor szennyezik. Számos hulladéktípus létezik: mesterséges szilárd hulladék (fém, üveg, gumi és műanyag), biológiai hulladék (fatuskók és ágak, elhalt szervezetek, mikroflóra és mikrofauna a szennyezett vízben), vegyi hulladék (olaj, mosószerek és egyéb vegyszerek). Az ilyen szennyezés következményei a következők: a szakadék eltömődik és áradásokat okoz, a föld alatt mechanikailag és bakteriológiailag szennyeződik. A végső következmény az, hogy az egész földalatti rész veszélybe kerül, ami közvetlenül érinti Ogulin környékének élővilágát.